# Мартина Сабликова
Мартина Сабликова (на чешки: Martina Sáblíková; 27 май 1987 г., Нове Место на Мораве) е чешка състезателка по бързо пързаляне с кънки, сред най-титулуваните жени в историята на спорта.
Трикратна олимпийска шампионка от Ванкувър 2010 и Сочи 2014, четирикратна световна шампионка в класическия многобой (2009, 2010, 2015 и 2016 г.), 12-кратна световна шампионка в отделните дистанции (в това число 8 пъти поред на дистанция 5000 m), петкратна шампионка на Европа в класическия многобой, десеткратна носителка на Световната купа на дистанции 3000 и 5000 m, световна рекордьорка. Специализира на дистанции 1500, 3000, 5000 и 10 000 m. Три пъти печели приза „Спортист на годината“ в Чехия – както сред жените, така и сред мъжете (2007, 2009 и 2010 г.).
По-голяма сестра е на кънкобегача Милан Саблик.

## Кариера
Пет пъти участва на световни първенства за девойки, като дебютът ѝ е през 2002 г. на 14-годишна вързаст, а на своето пето световно първенство през 2006 г. става втора в многобоя. През 2005 г. завършва седма на 5000 m на Световното първенство в Инцел, Германия. Същата година подобрява световния рекорд за девойки на същата дистанция.
На Олимпиадата в Торино през 2006 г. завършва четвърта на 5000 m, като участва и в дистанцията на 3000 m (където завършва 7-а). През същата година подобрява световният рекорд на 10 000 m.
През 2007 г. побеждава за първи път на европейския шампионат по класически многобой. На отделните дистанции печели златен медал на 3000 и 5000 m.
През 2009 г. печели световния шампионат в класическия многобой. От 2007 до 2010 г. печели общо осем златни медала от световни първенства.
На Олимпиадата във Ванкувър през 2010 г. печели медали във всичките три дистанции, в които взима участие – златни на 3000 и 5000 m и бронзов медал на 1500 m. На церемонията по закриването е знаменосец на отбора на Чехия.
През 2012 г. печели всичките шест етапа от Световната купа в дистанциите 3000 и 5000 m.
На Олимпиадата в Сочи през 2014 г. печели сребърен медал на 3000 m и златен на 5000 m.
Сабликова на два пъти поставя световен рекорд на 5000 метра. Притежава и най-доброто време на дистанцията от 10 000 m, която не е включена от ISU в списъка от дистанции, за които официално се измерват световни рекорди за жени.
| № | Дистанция | Време   | Дата                | Място          | Подобрен            |
| - | --------- | ------- | ------------------- | -------------- | ------------------- |
| 1 | 5000 m    | 6.45,61 | 11 март 2007 г.     | Солт Лейк Сити | 18 февруари 2011 г. |
| 2 | 5000 m    | 6:42.66 | 18 февруари 2011 г. | Солт Лейк Сити | -                   |

## Външни прапратки
- Официален уебсайт
- Мартина Сабликова в SpeedSkatingStats.com
- Снимки и данни за Мартина Сабликова Архив на оригинала от 2007-08-03 в archive.today
- AP Winter Games Profile: Мартина Сабликова Архив на оригинала от 2010-02-16 в Wayback Machine.